# Нюньоа
Нюньоа (исп. Ñuñoa) — коммуна в Чили. Одна из городских коммун города Сантьяго. Коммуна входит в состав провинции Сантьяго и Столичной области.
Территория — 16,9 км². Численность населения — 208 237 жителей (2017). Плотность населения — 13321,7 чел./км².

## Расположение

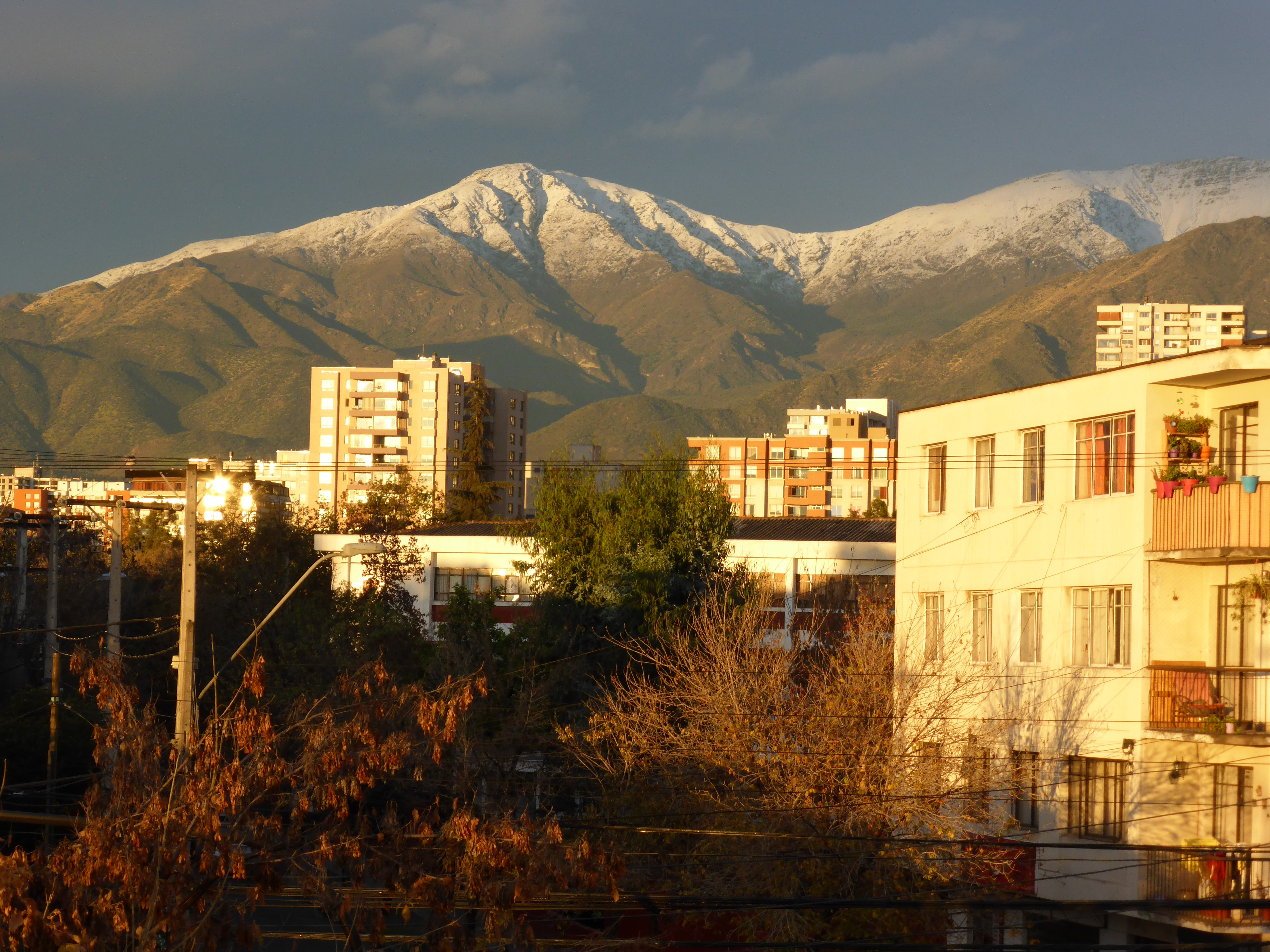
Вид с проспекта Педро-де-Вальдивия

Коммуна расположена на востоке города Сантьяго.
Коммуна граничит:
- на севере — c коммуной Провиденсия
- на востоке — с коммунами Ла-Рейна, Пеньялолен
- на юге — c коммуной Макуль
- на западе — c коммунами Сантьяго, Сан-Хоакин

## Демография
Согласно сведениям, собранным в ходе переписи 2017 г. Национальным институтом статистики (INE), население коммуны составляет:

Панорамный вид на Нюньоа

| Полное население                          | Полное население                          | Полное население                          | Полное население                          | Полное население                          | 208 237  |
| ----------------------------------------- | ----------------------------------------- | ----------------------------------------- | ----------------------------------------- | ----------------------------------------- | -------- |
| в том числе:                              | Городское население                       | 208 237                                   | Процент городского населения, %           | 100                                       |          |
|                                           | Сельское население                        | 0                                         | Процент сельского населения, %            | 0                                         |          |
|                                           | Мужское население                         | 95 409                                    | Процент мужского населения, %             | 45,82                                     |          |
|                                           | Женское население                         | 112 828                                   | Процент женского населения, %             | 54,18                                     |          |
| Плотность населения, чел./км²             | Плотность населения, чел./км²             | Плотность населения, чел./км²             | Плотность населения, чел./км²             | Плотность населения, чел./км²             | 13 321,7 |
| Население коммуны в % к населению области | Население коммуны в % к населению области | Население коммуны в % к населению области | Население коммуны в % к населению области | Население коммуны в % к населению области | 2,93     |

| Динамика изменения населения коммуны | Динамика изменения населения коммуны | Динамика изменения населения коммуны | Динамика изменения населения коммуны |
| ------------------------------------ | ------------------------------------ | ------------------------------------ | ------------------------------------ |
| 1992                                 | 2002                                 | 2012                                 | 2017                                 |
| 172 575                              | 163 511▼                             | 195 410▲                             | 208237▲                              |